# Gravimetrijska analiza
Gravimetrijska analiza je analizna tehnika določanja analita s tehtanjem. Princip te vrste analize temelji na ločevanju analita od ostalega vzorca. Možni postopki ločevanja so odparevanje, obarjanje in elektroliza. 

## Vrste gravimetrijske analize
Pri ločevanju analita z elektrolizo govorimo o elektrogravimetriji. Gre za obarjanje analita na elektrodi zaradi delovanja električnega toka. 
Posebna oblika gravimetrijske analize je elementna analiza ali volatilizacija, kjer vzorec sežgemo v toku kisika, produkte pa vodimo preko katalizatorja, kjer pride do pretvorbe v končne produkte in odstranitve presežnega kisika. Pri klasični elementni analizi se poslužujemo lovljenja končnih produktov v pasti in določanja njihove mase z diferenčnim tehtanjem. Moderni elementni analizatorji določajo nastale pline s plinsko kromatografijo, infrardečo spektroskopijo ali meritvijo toplotne prevodnosti. Tehnika je uporabna predvsem za določanje organskih analitov.
Termogravimetrijska analiza temelji na segrevanju in hkratnem tehtanju vzorca v za to namenjenih aparatih. Opazujemo krivuljo odvisnosti mase vzorca od temperature segrevanja, iz katere je razvidno, kdaj pride do različnih termičnih pretvorb, npr. izgube vode ali ogljikovega dioksida.

## Obarjanje
Vsaka obarjalna reakcija ni primerna za gravimetrijsko analizo. Pomembno je, da obarjalna reakcija poteče kvantitativno, torej mora biti masa topnega preostanka manjša od zahtevane natančnosti. Spojina, ki se obori, mora biti homogena in imeti znano stehiometrijsko sestavo. Nastalo oborino mora biti mogoče stehtati ali jo pretvoriti v obliko, ki omogoča tehtanje, z enostavnim postopkom, kot sta sušenje in žarjenje. 
Analiza je bolj občutljiva, če je relativna molekulska masa tehtane snovi velika v primerjavi z relativno maso analita. Za čim manjšo končno napako je pomembno tudi, da so delci oborine čim večji, saj se tako na njihovo površino adsorbira manj nečistoč. Večji delci tudi olajšajo spiranje in filtriranje ter zmanjšajo izgubo oborine pri tem delu analiznega postopka. Velikost delcev ni odvisna izključno od kemijske sestave oborine, temveč tudi od eksperimentalnih pogojev, kot so topnost oborine v mediju, temperatura, koncentracije reaktantov in hitrost dodajanja reagentov ter mešanja. Pri obarjanju vzporedno potekata dva konkurenčna procesa - nastajanje kristalizacijskih jeder in rast kristalov. Za obarjanje čim večjih delcev in posledično manjšo napako je cilj, da v veliki meri prevladuje proces rasti kristalov. Rast kristalov v nasprotju z nastajanjem kristalizacijskih jeder poteka pri majhnem prenasičenju v raztopini. Minimalno prenasičenost je mogoče doseči z uporabo razredčenih reagentov, počasnim dodajanjem reagentov, segrevanjem raztopine, povečanjem topnosti z uravnavanjem pH ali homogenim proizvajanjem reagenta v raztopini.

### Nezaželeni stranski procesi
Pri obarjanju lahko pride do nekaterih nezaželenih stranskih procesov, ki povzročajo onečiščenje oborine in so vzrok napake. Pri teh procesih se v oborino vključujejo delci, ki so topni v topilu, a njihov topnostni produkt ni presežen. 
Adsorpcija na površini je proces, pri katerem se delci nečistoč adsorbirajo na površino delcev oborine. Odvisna je od velikosti delcev. Večino nečistoč je mogoče odstraniti s ponovnim raztapljanjem in obarjanjem, del nehlapnh snovi pa lahko odstranimo s spiranjem oborine s hlapnim elektrolitom.
Tvorba mešanih kristalov je vgrajevanje drugih ionov iz raztopine v kristalno mrežo oborine. Procesa ni mogoče preprečiti ali kristalov naknadno očistiti drugih ionov. Če ta proces moti analizo, je pred obarjanjem potrebna ločba ionov. 
Okluzija je proces, ki se pojavi pri hitri rasti kristalov. Namesto pravega iona se v strukturo kristala ujame ion iz plasti, ki vzdržuje elektrostatsko ravnotežje. 
Mehansko ujetje je podobno kot okluzija proces prehitre rasti. Razlika je, da se tu v prazne prostore kristalne strukture vključuje topilo. Oba procesa je mogoče zmanjšati z upočasnitvijo rasti kristala z manjšo prenasičenostjo.

## Prednosti in slabosti gravimetrijske analize
Prednost gravimetrijske analize je, da je ta absolutna in umerjanje ni potrebno. Tehnika je precizijska, zato so rezultati pravilni in imajo veliko natančnost. Napaka pri gravimetrijski določitvi je običajno manjša od 0,1 %. 
Slabosti gravimetrijske analize so, da je namenjena predvsem analizi glavnih sestavin v vzorcu, zato ni primerna za določitev analitov z vsebnostjo nižjo od 0,1 %. Meja zaznavnosti analita je odvisna od občutljivosti tehtnice in gravimetrijskega faktorja. Tehnika je selektivna, kolikor je selektiven reagent, ki ga uporabimo pri obarjanju. Ker so specifični reagenti, ki reagirajo le z enim analitom redki, je tehnika lahko manj selektivna. Analizni postopek je relativno časovno potraten.